# Albert David Baumhart

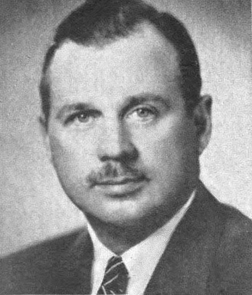
Albert David Baumhart (1955)

Albert David Baumhart Jr. (* 15. Juni 1908 in Vermilion, Erie County, Ohio; † 23. Januar 2001 in Lorain, Ohio) war ein US-amerikanischer Politiker. In den Jahren 1941 und 1942 sowie nochmals zwischen 1955 und 1961 vertrat er den Bundesstaat Ohio im US-Repräsentantenhaus.

## Werdegang
Albert Baumhart besuchte die öffentlichen Schulen seiner Heimat und studierte danach bis 1931 an der Ohio University in Athens. Zwischen 1932 und 1939 war er für einen Verlag in Vermilion tätig. Politisch schloss er sich der Republikanischen Partei an. Von 1937 bis 1940 gehörte er dem Senat von Ohio an.
Bei den Kongresswahlen des Jahres 1940 wurde Baumhart im 13. Wahlbezirk von Ohio in das US-Repräsentantenhaus in Washington, D.C. gewählt, wo er am 3. Januar 1941 die Nachfolge von Dudley A. White antrat. Dieses Mandat konnte er bis zu seinem Rücktritt am 2. September 1942 ausüben. In diese Zeit fielen der japanische Angriff auf Pearl Harbor am 7. Dezember 1941 und der damit verbundene amerikanische Eintritt in den Zweiten Weltkrieg. Baumharts Rücktritt erfolgte, weil er aktiv in der US Navy am Krieg teilnehmen wollte. Zwischen 1942 und 1946 stieg er in der Marine bis zum Lieutenant Commander auf. Von 1946 bis 1953 arbeitete Baumhart in der Abteilung für Öffentlichkeitsarbeit der Firma Owens-Corning Fiberglas Corp in Toledo. In den Jahren 1953 und 1954 war er Direktor des Republican National Committee.
Bei den Wahlen des Jahres 1954 wurde Baumhart erneut im 13. Distrikt seines Staates in den Kongress gewählt, wo er am 3. Januar 1955 Alvin F. Weichel ablöste, der 1942 sein Nachfolger geworden war. Nach zwei Wiederwahlen konnte er dort bis zum 3. Januar 1961 drei Legislaturperioden absolvieren. In diese Zeit fielen einige Ereignisse des Kalten Krieges und die Frühzeit der Bürgerrechtsbewegung. Im Jahr 1960 verzichtete er auf eine weitere Kandidatur. Im August 1968 nahm Baumhart als Delegierter an der Republican National Convention in Miami Beach teil, auf der Richard Nixon als Präsidentschaftskandidat nominiert wurde. Ansonsten arbeitete er als Berater für Öffentlichkeitsarbeit. Er starb am 23. Januar 2001 in Lorain und wurde in Vermilion beigesetzt.